# Daniel Sarcos
Daniel Enrique Sarcos Cabrera (Caracas, 29 de septiembre de 1967) es un presentador de televisión, actor, monologuista y cantante venezolano, conocido por haber sido uno de los anfitriones de los programas televisivos tales como La Guerra de los sexos (2000–2009), Súper sábado sensacional (1996–2023), Mega Match (1996-1997) y Bailando con las Estrellas Venezuela (2005-2006). Además fue presentador del certamen de belleza Miss Venezuela de (2004-2009). 
Anteriormente, Daniel conducía un programa con el nombre de Un nuevo día (conocido anteriormente como ¡Levántate!) de la cadena Telemundo, y los domingos un programa en la República Dominicana llamado Aquí se habla español que se transmite por Antena 7 y algunas temporadas de La Guerra de los sexos en el canal 11 de Telesistema y el canal 9 de Color Vision. En 2023, regresa como presentador en el Festival Internacional de la Orquídea, celebrado en Maracaibo, donde recibió Orquídea de Uranio.

## Biografía
Sarcos nació en Caracas el 29 de septiembre de 1967, pero se crio en la ciudad de Maracaibo en donde estudió Comunicación Social en la Universidad Católica Cecilio . Inicialmente ejerce en Maracaibo cómo locutor en emisoras de corte juvenil, luego en 1991 pasa a formar parte del programa gaitero La Gaita Antañona junto a Astolfo Romero y el también destacado animador zuliano Guillermo Molero en Radio Mara.
Su trayectoria televisiva inicia en 1994 en el canal Venezolana de Televisión, donde condujo Junto a Richard Bazán un programa sabatino llamado Frecuencia Latina. Dos años más tarde, firmó contrato con Venevisión, donde condujo el programa de concursos Mega Match Sensacional, el cual formaba parte del maratónico sabatino Súper Sábado Sensacional. 
Sin embargo, Venezolana de Televisión interpuso una demanda ante el Juzgado Civil y Mercantil de Caracas alegando "incumplimiento de contrato", lo cual impidió que su imagen fuese vista en Venevisión. 
No obstante, decidió terminar relaciones con Venezolana de Televisión, por lo cual desde 1997 pasó a ser el anfitrión oficial de Súper Sábado Sensacional tras la dimisión de Gilberto Correa, quien firmaría contrato con Televen. Con la entrada como animador en Venevisión, para 2004 se convierte en el animador oficial de Miss Venezuela hasta 2009.
A finales de 2009, inicia su obra de teatro Mi vida no es tan Sensacional en Venezuela, la cual habla de su vida como animador pero detrás de cámaras. A comienzos de 2010 comienza la segunda temporada llamada Mi vida ya no es tan Sensacional. y desde agosto de 2010 conduce en República Dominicana un programa de variedades llamado Aquí se habla español, por Color Visión (2010-2012, 2022-presente), antes por Antena 7 (2012-2022).
En febrero de 2011 firma con Telemundo en los Estados Unidos, para conducir un programa matutino llamado ¡Levántate!, ahora llamado Un nuevo día desde 2013. Este mismo año anima la edición 2011 de los Premios Billboard Latinos de la Música, junto a Aylín Mujica y Rafael Amaya. Papel que se le repite para el año 2012 y 2013.
En 2014 y 2015, Sarcos y sus compañeros presentadores de Un Nuevo Día son premiados con el Daytime Emmy a "Programa sobresaliente matutino en español". En 2015 recibe el premio a "Presentador de Entretenimiento Favorito" en los Premios Tu Mundo. El 29 de octubre de 2022, es homenajeado con una estrella de platino, en el Boulevard Amador Bendayán, en su programa Súper Sábado Sensacional.

### Salida de Venevisión
La polémica situación comenzó el 27 de diciembre de 2009 cuando Sarcos llamó a Joaquín Riviera para informarle que había firmado un contrato con una televisora de Ecuador, sin suministrar mayores detalles. A principios de enero, hubo una llamada de vuelta en la que el ejecutivo de Venevisión quiso conocer más datos. Fue entonces cuando Sarcos le dijo que había firmado con la Cadena Gamavisión.
La respuesta fue negativa y, tomando en cuenta que el contrato del animador venció el 31 de diciembre, la decisión del canal fue dejarlo ir, después de una relación laboral que comenzó con un problema judicial en 1996, cuando el presentador formaba parte del personal de Venezolana de Televisión. 
Con ello deja de conducir el tercer período del recordado programa Súper Sábado Sensacional, siendo reemplazado por el actor y también conductor de televisión Leonardo Villalobos. Respecto al otro programa que conducía, La Guerra de los sexos se escogió para acompañar a la que era su compañera Viviana Gibelli, el animador Winston Vallenilla. También dejó de formar parte de los animadores oficiales del concurso de belleza Miss Venezuela. 

### Trayectoria en Ecuador
Al llegar a Ecuador, Daniel inicia su programa de concursos El Familión Nestlé Trato Hecho en las cadenas de televisión GamaTV, RTS, TC Televisión, el cual le dio la oportunidad de ser el animador del Miss Ecuador el 25 de marzo de 2010.

### Trayectoria en República Dominicana
Sarcos llega a República Dominicana con su propio proyecto llamado Aquí se habla español. Quien en sus inicios se transmitía por el Canal 9, Color Visión, y más tarde pasó al Canal 7, Antena 7. El programa quien comenzó en 2010 ha tenido gran aceptación por el público dominicano, posicionándose como el líder de los domingos.

## Vida personal
Su primera esposa fue Carol Zavaleta. En 2003 contrajo nupcias con la modelo, presentadora y Ex-Miss Venezuela Chiquinquirá Delgado, de quien se separó en 2010. Actualmente mantiene una relación con la presentadora Alessandra Villegas. Tiene 3 hijos: María Victoria Sarcos  (de su primer matrimonio), Carlota Valentina Sarcos (de su matrimonio con Chiquinquirá Delgado) y Daniel Alejandro Sarcos,  producto de su relación actual con Alessandra Villegas.

## Carrera artística

### Dramáticos
| Año  | Telenovela                 | Personaje | Notas                      |
| ---- | -------------------------- | --------- | -------------------------- |
| 2001 | Guerra de mujeres          | Él mismo  | Actuación especial         |
| 2003 | Cosita rica                |           | Actuación especial         |
| 2006 | Ciudad Bendita             |           | Actuación especial         |
| 2007 | Voltea pa' que te enamores |           | Actuación especial         |
| 2008 | ¿Vieja yo?                 |           | Actuación especial         |
| 2012 | Mujeres asesinas           | Hugo      | Capítulo: Sonia, desalmada |
| 2021 | Cobra Kay                  | Daniel    | Invitado especial          |

### Programas
| Programa                      | Período       | Cadena                                                                         | Observaciones |
| ----------------------------- | ------------- | ------------------------------------------------------------------------------ | --- |
| Frecuencia Latina             | 1994-1995     | Venezolana de Televisión                                                       | Primer animador de este programa. Desde 1996 sería conducido por Carlo Carussi, Eymar Fuentes y Luis Federico Torres.           |
| Mega Match Sensacional        | 1996-1997     | Venevisión                                                                     | Segmento de Súper Sábado Sensacional.                                                                                           |
| Súper Sábado Sensacional      | 1996-2023     | Venevisión                                                                     | Animador principal en sustitución de Gilberto Correa. En el 2022 regresaría como animador invitado y para un homenaje.          |
| Festival de la Orquídea       | 1997-2009     | Venevisión                                                                     | Evento de Súper sábado sensacional Desde Maracaibo                                                                              |
| Festival de la Orquídea       | 2023          | Venevisión                                                                     | Evento de Súper sábado sensacional Desde Maracaibo                                                                              |
| La Guerra de los Sexos        | 2000-2009     | Venevisión                                                                     | Segmento de Súper Sábado Sensacional. En 2009 pasa a ser programa independiente. Viviana Gibelli fue su compañera de animación. |
| La gran fiesta de la V de Oro | 2001          | Venevisión                                                                     | Programa especial que premiaba por aclamación a los artistas del canal. Comparte animación con Viviana Gibelli                  |
| Con la V de Venezuela         | 2003          | Venevisión                                                                     | Programa especial que repasa la historia de Venevisión. Comparte animación con Gilberto Correa.                                 |
| Miss Venezuela                | 2004-2009     | Venevisión                                                                     | N/A |
| El Gran Navegante             | 2007-2009     | Venevisión                                                                     | N/A |
| El Familión Nestlé            | 2010-2011     | GamaTV RTS TC Televisión\|\| Primer programa luego de su salida de Venevisión. | |
| Aquí se habla español         | 2010-presente | Color Visión (2010-2012, 2022-presente) Antena Latina (2012-2022)              | De 2010 a 2012 se transmitió por Color Visión, luego pasó a transmitirse por Antena 7, de 2012 a 2022.                          |
| Un nuevo día                  | 2011-2018     | Telemundo                                                                      | N/A |
| La Guerra de los Sexos        | 2020-2021     | Telesistema (Primera Temporada) Color Visión (Segunda Temporada)               | Versión de República Dominicana                                                                                                 |
| Sarcástico                    | 2024-2025     | Venevision                                                                     | |

### Películas
| Año  | Título               | Personaje      | País                           |
| ---- | -------------------- | -------------- | ------------------------------ |
| 2006 | Un macho de mujer    | Juan           | República Dominicana Venezuela |
| 2015 | Los Paracaidistas    | Leo            | República Dominicana           |
| 2017 | El Plan Perfecto     | Máximo         | República Dominicana           |
| 2020 | Me gusta la tuya     | Ricardo        | República Dominicana           |
| 2020 | Una historia de aquí | Evanan Vilchez | Colombia                       |

### Teatro
- Mi vida no es tan Sensacional (2009-2010)